# 薬品営業並薬品取扱規則
薬品営業並薬品取扱規則（やくひんえいぎょうならびやくひんとりあつかいきそく、明治22年3月16日法律第10号）は、薬品の取り締まりや医薬品販売業に関する日本最初の法律で、1889年（明治22年）3月16日に公布、1890年3月1日から施行された。一般には「薬律」と呼ばれていた。

## 沿革
人間の生活と医薬品は極めて密接な関係があるので医薬に関する法制（普通これを薬制と言う。）も相当昔からあった。しかし、近代的な薬制ができたのは明治以降である。現在の薬事法の淵源は、この薬律、さらにそれ以前の明治7年の「医制」にまでさかのぼることができる。その後1943年（昭和18年）の薬事法（昭和18年3月12日法律第48号）および1948年（昭和23年）の薬事法（昭和23年7月29日法律第197号）を経て1960年（昭和35年）に制定された現行薬事法（昭和35年8月10日法律第145号）に至っている。

## 内容
薬律では、それまでの「薬舗」や「薬舗主」などの用語が廃され、「薬局」、「薬剤師」「薬種商」などの用語が新たに公定された。この薬律では医薬品販売業者のことを「薬種商」と称しており、「薬種商トハ薬品ノ販売ヲ為ス者ヲ言フ」という規定や「薬種商ハ地方庁ノ免許鑑札ヲ受クヘシ」という規定があった。薬律は数度の改正が行われ、後の1943年（昭和18年）に新しく制定された「薬事法」の前身であり、この時に薬種商という名称は廃止され、医薬品販売業者と呼ばれることになった。そして医薬品販売業者を、薬剤師がいてすべての医薬品を取り扱うことができる者、厚生大臣の指定する医薬品以外のすべての品目を販売できる者、限定された範囲の品目しか販売することのできない者の3種類に分け、それぞれ1号業者、2号業者、3号業者と呼ばれることになった。終戦後の1948年（昭和23年）に薬事法が全面的に改正されたが、新薬事法でも医薬品販売業者については1943年（昭和18年）の薬事法の建前をそのまま受け継ぎ、さらに、1960年（昭和35年）には現行薬事法が公布され、1961年（昭和36年）2月から施行されたが、ここでも医薬品販売業者については、その名称が変わったのみで基本的な取扱いに大幅な変更はなく、従来の取扱いを踏襲してきた。また、1963年（昭和38年）には、さらに薬局、一般販売業の薬剤師に員数に関する規制ならびに薬局、一般販売業の適正配置（距離制限）についての一部改正が行われた。
なお、適正配置についての規制は、1975年（昭和50年）4月30日に行われた最高裁判所の判決において憲法違反であることが確定し、同年6月薬事法の一部改正により失効している。